# Dirigibile (film)
Dirigibile (Dirigible) è un film del 1931, diretto da Frank Capra.